# Liga Turca de Basquetebol (segunda divisão)
| 1º Nível |  | BSL  |
| 2º Nível |  | TBL  |
| 3º Nível |  | TB2L |
| 4º Nível |  | EBBL |

A Segunda divisão da Liga Turca de Basquetebol, (em turco:  Türkiye Basketbol Ligi) também conhecida como TBL, trata-se da liga de segundo nível na pirâmide do basquetebol profissional masculino na Turquia. Na temporada 2015-16 a então TBL (primeira divisão) mudou sua denominação para Basketbol Süper Ligi (BSL) e a segunda divisão mudou de TB2L para a atual designação. O maior campeão histórico é o Tofaş SK de Bursa, quatro títulos, e o a equipe com maior número de acessos é o TED Ankara Kolejliler com sete acessos.

## Formato, promoção e rebaixamento
Atualmente a liga é disputada por 18 equipes sendo que as oito melhores avançam para os playoffs e os duas derradeiras equipes são rebaixadas para a TB2L  na temporada seguinte. Essas oito equipes dos playoffs jogam fase de quartas de finais "melhor-de-cinco" culminando em um "Final Four" (Final com quatro equipes) com formato Round-robin (todos contra todos), sendo que os dois melhores são promovidos para a BSL.

## Equipes campeãs e outras promovidas
- 1970: Ankaragücü
- 1971: Şekerspor
- 1972: Kadıköyspor
- 1973: Adana Demirspor, Samsunspor
- 1974: Eczacıbaşı, Karşıyaka
- 1975: ODTÜ, Adana Demirspor
- 1976: Yenişehir, Tofaş
- 1977: Muhafızgücü, Ziraat Fakültesi
- 1978: Taçspor, Efes Pilsen
- 1979: İTÜ , TED Ankara Kolejliler
- 1980: Muhafızgücü, Güney Sanayi, ODTÜ, Mülkiye
- 1981: Çukurova Sanayi, Antbirlik
- 1982: TED Ankara Kolejliler, Oyak Renault
- 1983: Ankara DSİ (desistiu)
- 1984: Anadolu Hisarı İdman Yurdu, Hilalspor, TED Ankara Kolejliler
- 1985: Yenişehir Hortaş, Tarsus İdman Yurdu (desistiu)
- 1986: Oyak Renault (desistiu), Beslen Makarna, Nasaş, Şekerspor
- 1987: Paşabahçe, Hilalspor
- 1988: Tekirdağ Büyük Salat, Beykoz
- 1989: Beşiktaş -, Nasaş
- 1990: Tofaş, TED Ankara Kolejliler
- 1991: Eczacıbaşı, PTT
- 1992: Kayseri Meysu, Konyaspor, Oyak Renault, Yıldırımspor, Darüşşafaka, Ortaköy
- 1993: Bakırköyspor, Antalyaspor, Çimtur (merger with Antalyaspor)
- 1994: Taçspor, Antbirlik, Vestel (desistiu), Kayseri Meysu
- 1995: Tuborg, Netaş
- 1996: TED Ankara Kolejliler, İTÜ
- 1997: Muratpaşa, Oyak Renault
- 1998: Kuşadası, TED Ankara Kolejliler
- 1999: İTÜ, Emlakbank (desistiu)
- 2000: Altay, Antbirlik, Karagücü (desistiu), Büyük Kolej

## Finalistas (2000/01 - atualidade)
| Temporada | Campeão                                      | Finalista                                    | Treinador campeão                            |
| --------- | -------------------------------------------- | -------------------------------------------- | -------------------------------------------- |
| 2000–01   | İ.T.Ü.                                       | Oyak Renault                                 | —                                            |
| 2001–02   | İzmir BB                                     | Tekelspor                                    | —                                            |
| 2002–03   | Tofaş                                        | Tuborg Pilsener                              | —                                            |
| 2003–04   | Banvit                                       | Erdemirspor                                  | —                                            |
| 2004–05   | Mersin                                       | TTNet Beykoz                                 | Rebah Sıdalı                                 |
| 2005–06   | Tofaş (2)                                    | TED Ankara Kolejliler                        | Tolga Öngören                                |
| 2006–07   | Antalya BB                                   | Kepez Belediyesi                             | Ahmet Kandemir                               |
| 2007–08   | Erdemirspor                                  | Aliağa Petkim                                | Gökhan Taştimur                              |
| 2008–09   | Tofaş (3)                                    | Bornova Belediye                             | Nihat İziç                                   |
| 2009–10   | Trabzonspor                                  | Olin Edirne                                  | Alaeddin Yakan                               |
| 2010–11   | Bandırma Kırmızı                             | Hacettepe Üniversitesi                       | Ahmet Gürgen                                 |
| 2011–12   | TED Ankara Kolejliler                        | Royal Halı Gaziantep                         | Murat Özyer                                  |
| 2012–13   | Trabzonspor (2)                              | Uşak Sportif                                 | Hasan Özmeriç                                |
| 2013–14   | Darüşşafaka Doğuş                            | İstanbul BB                                  | Orhun Ene                                    |
| 2014–15   | Yeşilgiresun Belediye                        | Tüyap Büyükçekmece                           | Ahmet Kandemir                               |
| 2015–16   | Tofaş (4)                                    | Best Balıkesir                               | Orhun Ene                                    |
| 2016–17   | Sakarya BB                                   | Eskişehir Basket                             | Selçuk Ernak                                 |
| 2017–18   | Türk Telekom                                 | Afyonkarahisar                               | Burak Gören                                  |
| 2018–19   | Bursaspor Durmazlar                          | Ormanspor                                    |                                              |
| 2019-20   | Cancelado em virtude da Pandemia de COVID-19 | Cancelado em virtude da Pandemia de COVID-19 | Cancelado em virtude da Pandemia de COVID-19 |
| 2020-21   | Denizli                                      | Yalovaspor                                   | Zafer Aktaş                                  |
| 2021-22   | Manisa                                       | Konyaspor                                    | Ceyhun Cabadak                               |
| 2022-23   | Çağdaş Bodrumspor                            | Samsunspor                                   | Ender Arslan                                 |
| 2023-24   | Yalovaspor                                   | Mersin                                       | Faruk Beşok                                  |
| 2024-25   | Trabsonspor (3)                              | Esenler Erokspor                             | Faruk Beşok                                  |

## Copa Federação TBL
A Copa Federação TBL é um torneio disputado em paralelo a liga entre os 18 participantes.
| Temporada | Campeões         | Placar | Finalista                 |
| --------- | ---------------- | ------ | ------------------------- |
| 2012–13   | Bandırma Kırmızı | 73–64  | Torku Selçuk Üniversitesi |
| 2013–14   | İstanbul BŞB     | 94–41  | Akhisar Belediyespor      |
| 2014–15   | Best Balıkesir   | 102–89 | Sinpaş Denizli Basket     |

## Clubes participantes temporada de 2017–18
| Clube                             | Cidade    |
| --------------------------------- | --------- |
| Afyonkarahisar Belediyespor       | Afyon     |
| Akhisar Belediyespor              | Manisa    |
| Ankara DSİ                        | Ancara    |
| Antalyaspor Kulübü                | Antália   |
| Bahçeşehir Koleji                 | Istambul  |
| Bandırma Kırmızı                  | Bandırma  |
| Bursaspor Durmazlar               | Bursa     |
| Düzce Belediye                    | Düzce     |
| Halk Enerjí TED Ankara Kolejliler | Ancara    |
| İstanbulspor Beylikdüzü           | Istambul  |
| Karesi Spor                       | Balıkesir |
| OGM Ormanspor                     | Ancara    |
| Petkim SK                         | Esmirna   |
| Samsun BŞB Anakent                | Samsun    |
| Selçuklu Beledíyesi               | Cônia     |
| Sígortam.net Bakırköy Basket      | Istambul  |
| Türk Telekom                      | Ancara    |
| Yalova Group Belediyespor         | Yalova    |